# Herluf Trolles Gade
Herluf Trolles Gade er en gade i Indre By i København, der går fra Heibergsgade til Havnegade. Gaden er overvejende bebygget med etageejendomme fra 1870'erne med enkelte forretninger. En undtagelse er dog en større treetages bygning på hjørnet af Holbergsgade, der oprindeligt blev opført for Den kongelige Mønt. Gaden er opkaldt efter admiral Herluf Trolle (1516-1565).

## Historie
Gaden ligger i kvarteret Gammelholm. Det meste af området var indtil 1859 en del af Orlogsværftet, men på området for den nordligste del af den nuværende Herluf Trolles Gade lå forgængeren for den nuværende Botanisk Have indtil 1872. Efter at værftet og haven var flyttet, blev området bebygget med primært etageejendomme i løbet af 1860'erne og 1870'erne. I den forbindelse blev der anlagt ni nye gader, der overvejende blev opkaldt efter søhelte og teaterpersoner. Herluf Trolles Gade blev således opkaldt efter admiral Herluf Trolle (1516-1565) i 1870. Herluf Trolle var leder af den danske flåde under Den Nordiske Syvårskrig, som han anførte i flere slag mod den svenske flåde. Sammen med sin hustru Birgitte Gøye grundlagde han desuden Herlufsholm Kostskole.
En enkelt institution, Den kongelige Mønt, fik lov at blive på Gammelholm, da området blev omdannet. Den var blevet oprettet i 1749, og året efter flyttede den ind i Charlottenborgs gamle staldbygning, omtrent ved den nuværende Holbergsgade. I 1873 blev den erstattet af den nuværende bygning på hjørnet af Herluf Trolles Gade og Holbergsgade, der blev opført efter tegninger af Ferdinand Meldahl og Ludvig Fenger. Bygningen, der oprindeligt var i to etager, blev imidlertid for lille, så i 1923 flyttede Den kongelige Mønt til Amager Boulevard. I stedet blev bygningen overtaget af postvæsenet og benyttet som posthus. I den forbindelse blev den forhøjet med en tredje etage og kviste af Thorvald Jørgensen i 1926. Et gitter mellem bygningen og Herluf Trolles Gade fik dog lov at overleve og eksisterer stadig. Bygninger huser nu VIVE – Det Nationale Forsknings- og Analysecenter for Velfærd.
Resten af Gammelholm blev tæt bebygget fra starten. Gaderne så godt nok pæne ud med mange dekorerede facader, men i gårdene bag dem blev der bygget mange baghuse, sidehuse, skure og værksteder. Efter den tabte 2. Slesvigske Krig i 1864 havde staten brug for penge, og pladsen skulle derfor udnyttes. Først et århundrede senere begyndte man at sanere. En af de første steder var karreen Herluf Trolles Gade / Holbergsgade / Nyhavn / Havnegade, hvor 12-14 baghuse blev revet ned i 1967-1969. I stedet blev der anlagt et fælles gårdanlæg med et garageanlæg nedenunder. I karreen Herluf Trolles Gade / Havnegade / Cort Adelers Gade overfor stod Charlotte Skibsted for anlæggelsen af et gårdanlæg i 1990. Det blev præmieret af Københavns Kommune i 1991.

## Bebyggelse
Herluf Trolles Gade udgår fra Heibergsgade ved et punkt, hvor denne knækker, og hvor Peder Skrams Gade også støder op til den. På grunden mellem de tre gader opførte murermester Weber ejendommen Heibergsgade 10-12 / Peder Skrams Gade 1 / Herluf Trolles Gade 2 i 1879. Ejendommens kælder, stue og førstesal er kvaderfuget, og flere steder er første, anden og tredje sal fremspringende. Bygningen tilhører nu andelsboligforeningen Peder Skrams Gård. Hjørneejendommen Heibergsgade 14 / Herluf Trolles Gade 1 overfor blev opført af murermester Wettenberg i 1879. Bygningen er rigt dekoreret med frontoner og balustrader.
Nr. 6 blev opført af snedkermester Rasmussen i 1880. Facaden er udsmykket med pilastre på anden og tredje sal. Det midterste vindue på anden sal har desuden en enkelt balustrade under og en guirlande over sig. Rasmussen stod også bag det sydlandsk udseende Jacob Gades Hus i nr. 9. Bygningen, der er fra 1877, har lisener på første sal og pilastre på anden, tredje og fjerde sal. Nr. 12 blev opført af tømrermester J. Nielsen i 1880 med stort set samme udseende som den jævnaldrende nr. 6.
Hjørneejendommen Herluf Trolles Gade 18 / Holbergsgade 19 er asymmetrisk udført, da Holbergsgade knækker her. Den er opført i 1877 for urtekræmmer Lebahn. Der er en del dekorationer på den mørkegrå facade, blandt andet i form af karyatider på første sal. Herluf Trolles Gade 19 / Holbergsgade 26 er opført efter tegninger af Frederik Bøttger i 1873 og er nærmest en helt studie i arkitektur. Stueetagen er med kvaderfugning, men ellers præges facaden af pilastre og lisener mellem alle vinduerne fra første til fjerde sal. Under alle vinduerne på første sal er der desuden opsat balustrader.
Nr. 21 fra 1873 skiller sig ud fra de omkringliggende bygninger med sin røde facade. Nr. 26A fra 1874 gør sig også bemærket med sin facade, der er i rosa. Vinduerne er indrammet med sandsten, og flere af dem er dekoreret med ranker og segmentfrontoner.
Hjørneejendommen Herluf Trolles Gade 25 / Havnegade 51 blev opført af murermester N. Petersen i 1871. I hvert fald fra 1895 til 1911 lå her Hotel Kongen af Sverige. Ejendommen har en forholdsvis simpel grå facade men med altaner på det afrundede hjørne. Herluf Trolles Gade 28 / Havnegade 49 overfor er til gengæld udsmykket med flittig brug af pilastre på anden til fjerde sal og med små hoveder over vinduerne på første sal. Den blev opført i 1871 for murermester A. Aagaard. I nyere tid er der indrettet en tagetage efter tegninger af Cubus Arkitektfirma I/S. På hjørnet hvor DSB i tid reklamerede for Øresundsbådene er der opsat et toetages tårn beklædt med zink.

## Beboere
Skuespilleren Holger Reenberg boede i nr. 3 fra 1934 til 1938. I den periode spillede han på skiftende københavnske teatre, ligesom han medvirkede i enkelte spillefilm. Skuespilleren Peter Jerndorff boede i nr. 5 fra 1891 til 1918. Han spillede på det nærliggende Det Kongelige Teater gennem 52 år og var desuden lærer på deres elevskole. Politikeren J.C. Christensen boede i nr. 21 fra 1911 til 1922. I den periode var han kontrolminister fra 1916 til 1918 under første verdenskrig, og fra 1920 til 1922 var han kirkeminister.
I begyndelsen af 1900-tallet boede skuespilleren og instruktøren William Pio i nr. 26. Sønnen Elith Pio erindrede mange år senere, hvordan datidens skuespillere festede der efter aftenens forestillinger:
"De nætter i Herluf Trollesgade, når de kom buldrende op ad trapperne, opstemte af spillet, dampende af sved og eau de cologne, med stor appetit på vådt og tørt og sang og klang, dem glemmer jeg nu ikke. (…) En sådan aften for 45 år siden, sad de i de oplyste stuer, der af tobaksrøgen blev forvandlet til Turner-landskaber, med vinpokaler, og mindre fornemme men mere virkningsfulde whisky-glas foran sig, diskuterende, fortællende, fabulerende, drillende hinanden i al gemytlighed. Latteren fyldte rummene og trommende på ruderne, der blev spillet og sunget. Vinduerne blev slået op, at symposiet ikke ynkeligt skulle omkomme af kvælning. Nede på gaden samledes i daggryet en tilhørerskare, der klappede af sangnumrene på tredje sal. At vi ikke blev smidt ud!"